# Три пісні про Леніна
«Три пісні про Леніна» (рос. Три песни о Ленине) — радянський чорно-білий агітаційний пропагандистський фільм 1934 року, знятий Дзиґою Вертовим до 10-річчя смерті Леніна. Стрічка складається з трьох епізодів і триває 57 хвилин.

## Короткий зміст
Фільм зображає пропаганду про те, як радянський народ любить Володимира Ілліча Леніна.
Пісня «У чорній в'язниці було обличчя моє» — про те, як Ленін перетворив Середню Азію. Феодальні та ісламські пережитки знищили, на їхнє місце принесли сучасну освіту, нову техніку та соціалістичні відносини.
У другій пісні – «Ми любили його…» – показано реакцію всіх народів Союзу на смерть Леніна. Кінохроніка похорону та картини життя у всіх куточках СРСР перемішуються, і складається враження, що смерть Леніна призупинила життя у всьому Радянському Союзі.
Третя пісня – «У великому кам'яному місті» – про те, як народи СРСР продовжують справу Леніна і які величезні досягнення сталися в країні після його смерті. Інтерв'ю з передовиками виробництва, кадри великих будівництв, радість народу — це має довести, що Ленін жив і трудився недаремно.

## Творча команда
- Режисер і автор сценарію: Дзиґа Вертов
- Оператори: Дмитро Суренський, Марк Магідсон, Бенціон Монастирський
- Композитор: Юрій Шапорін
- Звукорежисер: Петро Штро
- Виробництво: Міжрабпомфільм, СРСР

## Історія
1935 року фільм презентували у Великій Британії, переклади трьох пісень про Леніна зробив Вістен Г'ю Оден, класик англо-американської літератури, на замовлення Айвора Монтегю, одного із засновників Лондонського товариства кіно (London Film Society).
1970 року до 100-річчя від дня народження Леніна фільм перевипустили на Центральній студії документальних фільмів під керівництвом Є. Свілової-Вертової, І. Копаліна та С. Пумп'янської. 1982 року студія «Фільмекспорт» переклала стрічку англійською мовою (додані субтитри).

## Режисерські прийоми у фільмі
У фільмі використано монтаж для того, щоб показати досягнення радянської влади. Зокрема, у фільмі оспівується як досягнення радянської влади те, що жінки радянського Сходу зняли паранджу вже на початку 1930-х років (що насправді сталося набагато пізніше). При цьому режисер маніпулює документальним зображенням для досягнення ідеологічних цілей. Образ «звільненої жінки Сходу» був створений Вертовим шляхом монтажу розрізнених кадрів. У перших кадрах показано жінку з Хіви (судячи з архітектури) в узбецькій паранджі. Далі показано будівництво залізниці і туркменську жінку — у неї закрито за традицією лише нижню частину обличчя. Останніми в епізоді з'являються казахські жінки з відкритими особами, які ніколи не мали паранджу. Таким чином, шляхом зображення жінок із різних місць із різними традиціями, режисер за допомогою монтажу показав ефект зняття паранджі.